# La casa (Claudio Chieffo)
La casa è il secondo album in studio del cantautore italiano Claudio Chieffo pubblicato nel 1977.

## Tracce
Lato A
Testi e musiche di Claudio Chieffo.
1. Ballata della società – 3:25
2. La guerra – 4:30
3. Liberazione n. 2 – 4:58
4. Il fiume e il cavaliere – 4:24
5. Il popolo canta la sua liberazione – 4:31

Durata totale: 21:48
Lato B
Testi e musiche di Claudio Chieffo.
1. Amare ancora – 3:25
2. Padre – 3:50
3. Martino e l'imperatore – 3:32
4. Il viaggio – 5:58
5. La casa – 5:02

Durata totale: 21:47

## Formazione
- Claudio Chieffo: voce e chitarra
- Massimo Bernardini: chitarre, banjo, mandolino, arrangiatore
- Salvatore Failla: chitarre
- Marcello Colò: batteria
- Laura Falcetti: arpa
- Alberto Drufuca: violoncello
- Carlo Pastori: fisarmonica
- Maurizio Dehò: violino
- Maria Comigli e Sandro Chierici: cori
- Vittorio Castelli: piano Rodhes
- Alberto Contri: congas

## Edizioni
- 1977 – Claudio Chieffo, La casa, LP, I dischi dell'Ippopotamo Polygram DIP 3
- 1977 – Claudio Chieffo, La casa, MC, I dischi dell'Ippopotamo Polygram DIPK 73